# Мелеагер
Мелеагер (грч. Mελεαγρος, до 323. п. н. е.) је био македонски генерал Александра Великога. Пред Александрову смрт именован је за команданта пешадије. Након Александрове смрти супротставио се Пердици и плановима о Вавилонској подели, па је Пердика наредио да се погуби.

## Поход против Гета
Учествовао је током 335. п. н. е. у рату против Гета, који су се налазили са друге стране Дунава. Око 4.000 македонских пешака и 1.500 коњаника прешло је Дунав неопажено ноћу у приручним сплавовима и чамцима. Гете нису издржале ни први коњички напад и одмах су напустиле свој слабо утврђен град. Александар Македонски је заузео град, узео плен и град разорио до темеља. Мелеагер и извесни Филип су били задужени да пренесу велики плен.

## Први походи против Персије
За време битке код Граника 334. п. н. е. био је на левом крилу између Кратера и Филипа и заповедао је једним делом фаланге. Код Халикарнаса учествовао је заједно са Пердиком и Аминтом у Александровоме неуспешноме нападу на Минд. Током 334. п. н. е. Александар је пре зимовања у Карији послао у Македонију војнике, који су се недавно оженили да проведу зиму са својим женама. Војнике су водили Коин, Мелаегер и Птолемеј, Селеуков син. Током пролећа 333. п. н. е. вратио се са Македонцима и придружио се Александру код Гордија са 3.000 пешака и 650 коњаника. Учествовао је и у бици код Иса и у бици код Гаугамеле.
У бици код Персијских врата крајем 331. п. н. е. остао је са Кратером и одвраћао је пажњу Ариобарзану. За то време Александар Велики је изводио маневар окружавања. Кратер и Мелеагер је требало да крену у напад на зид када Александар да сигнал.

## Поход у Средњој Азији и Индији
Током 329. п. н. е. учествовао је са Пердиком у походу против Мемацена. Током 328. п. н. е. остао је са Полиперхоном, Аталом и Горгијом у Бактрији. Требало је да спрече побуну, а за то време Александар је кренуо у Согдијану. Током 327. п. н. е. заједно са Белим Клитом и Горгијом пратио је Хефестиона и Пердику на Инд. Успут су покорили локалнога краља Астиса. У бици код Хидаспа учествовао је са друге стране реке и по припремљеним инструкцијама прешао је тек када је била осигурана македонска победа. Вратио се из Индије преко Арахозије и Дрангијане под Кратеровим заповедништвом заједно са Аталом и Антигеном.

## Вавилонска расправа о судбини Александрове краљевине
Када је 323. п. н. е. умро Александар Велики Александрови телохранитељи су у краљевској палати у Вавилону сазвали његове главне пријатеље и генерале. Пердика је сазваном скупу изложио краљевски трон, дијадему, одећу и оружје. На то је ставио прстен, који му је Александра дао претходнога дана. Пердика је рекао да њима свима враћа прстен, као симбол краљевскога ауторитета. Пердика се први обратио скупу и рекао је да треба да изаберу једнога или више вођа док чекају да Роксана роди будућега краља.

## Јустинова верзија
Према Јустину Мелеагер се јавио и рекао да не треба чекати да се роди краљ, кад у ствари већ имају краља. Рекао је да већ имају једнога дечака Херкулеса, Александровог сина са Барсином. Поред њега постоји и Александров полубрат Филип III Аридеј. Мелеагер је њега посебно истицао. Рекао је и да није законито да македонски краљеви имају персијске крви, а Роксана је била Персијанка. Птолемеј Сотер је замерао предлогу да Филип III Аридеј буде краљ, јер није способан за функцију и неко би у име њега морао да одлучује. Прихваћен је Пердикин предлог да сачекају док Роксана не роди дете, па ако се роди дечак да његови регенти буду Леонат, Пердика, Кратер и Антипатар. Сви су се сложили и заклели.
Пешадија се није слагала са договором, па су прогласили Филипа III Аридеја за краља. Коњица је послала Мелеагера и Атала да смире побуну, али они су се придружили пешадији. Пешадија је са оружјем упала у краљевску палату, а коњица је избегла сукоб и побегла из Вавилона. Покушали су и атентат на Пердику. Пердика се обратио пешадији и успео је да помири пешадију и коњицу. Као компромис коњица и Пердика прихватили су Филипа III Аридеја за краља. Други краљ је требало да буде Александров син ако се роди дечак. Антипатер је био прогалшен стратегом Македоније и Грчке. Кратер је добио царску благајну. Пердика и Мелеагер су постали главни команданти македонске војске. Пердика је одредио један дан за лустрацију (чишћење) македонске војске. Успео је да казни главне кривце за нереде, тј Мелеагерове присталице.

## Верзија Квинта Курција Руфа
Скупу се након Пердике обратио Неарх, који је рекао да није прикладно да чекају краља, који се још није родио, када већ имају једно Александрово дете, које је родила Барсина. С њим се нико није сложио, па се скупу обратио Птолемеј Сотер. Рекао је да ни син од Роксане ни од Барсине није добро решење и да не би били одговарајући владари за Македонце због свога персијскога порекла. Птолемеј је сматрао да треба да влада група Александрових генерала и официра и да одлуке треба доносити већином. Аристон је рекао да је Александар изразио жељу да треба да влада најбољи и да је прстен предао Пердики, кога је сматрао најбољим. Присутни су после тога тражили да Пердика иступи и узме прстен.

## Мелеагеров иступ
Док је Пердика оклевао јавио се Мелеагер, који се успротивио да Пердика узме прстен. Рекао је да је Пердика предложио нерођено дете да би он владао у његово име. Мелеагер је рекао да ако је Александар одредио Пердику, да га он онда неће послушати.
Око Мелеагера се окупило доста војника и ситуација се кувала до нивоа побуне. Након тога јавио се један од Македонаца, који је рекао да нема смисла да се почиње са грађанским ратом када већ имају краља Филипа III Аридеја. Узвикивали су да се треба позвати Филип III Аридеј. Мелеагер је због мржње против Пердике брзо довукао Филипа III Аридеја. Пешадија се залагала за Филипа III Аридеја, али истакнутији људи и коњица имали су другачије мишљење. Мелеагер је обукао заштитни оклоп и понашао се као члан краљеве пратње, а уз њих су ишли војници фаланге ударајући у штитове и спремни да се обрачунају.

## Мелеагер влада у Вавилону
Пердика је био преплашен и дао је да се закључају краљевске одаје, где је било Александрово тело. Са њим су били истакнути Македонаци, краљевски пажеви и дворјани. Међутим неколико хиљада војника је било против њих, па су лако разбили браву. Предводио их је Мелеагер, а са њима је био и краљ Филип Аридеј. Дошло је до сукоба у коме су војници бацали копља на Пердику и његове људе и позивали су га да се преда. Пердика је положио оружје и напустио палату. Коњица је била уз Пердику и тражила је да напусте Вавилон, али Пердика се једно време опирао том захтеву. Мелеагер је упозоравао краља да је опасно да Пердика остане жив. Покушао је да ухапси Пердику.

## Погубљење Мелеагера и његових присталица
Док је Мелеагер контролисао краљевску палату Пердика је преузео контролу равнице око Вавилона и блокирао је снабдевање Вавилона житом. Уследила је несташица, па и глад. Дошло је до преговора. Склопљен је споразум да Мелеагер буде трећи генерал. Пердика је постао главнокомандујући. Приликом церемонијалног чишћења македонске војске Пердика је искористио прилику и погубио је 300 главних Мелеагерових присталица бацивши их под слонове. Мелеагер није успео да то спречи, а онда је побегао и покушао је да нађе уточиште у храму. Међутим убијен је.